# Argyroxiphium caliginis
The ʻEke Silversword (Argyroxiphium caliginis) là một loài thực vật có hoa thuộc họ sunflower, Asteraceae. Nó chỉ được tìm thấy ở two bogs in West Maui, Hawaiʻi. The species is threatened by damage to the bogs by rooting feral pigs, but the main population at ʻEke Crater is now protected by fencing.

## Hình ảnh

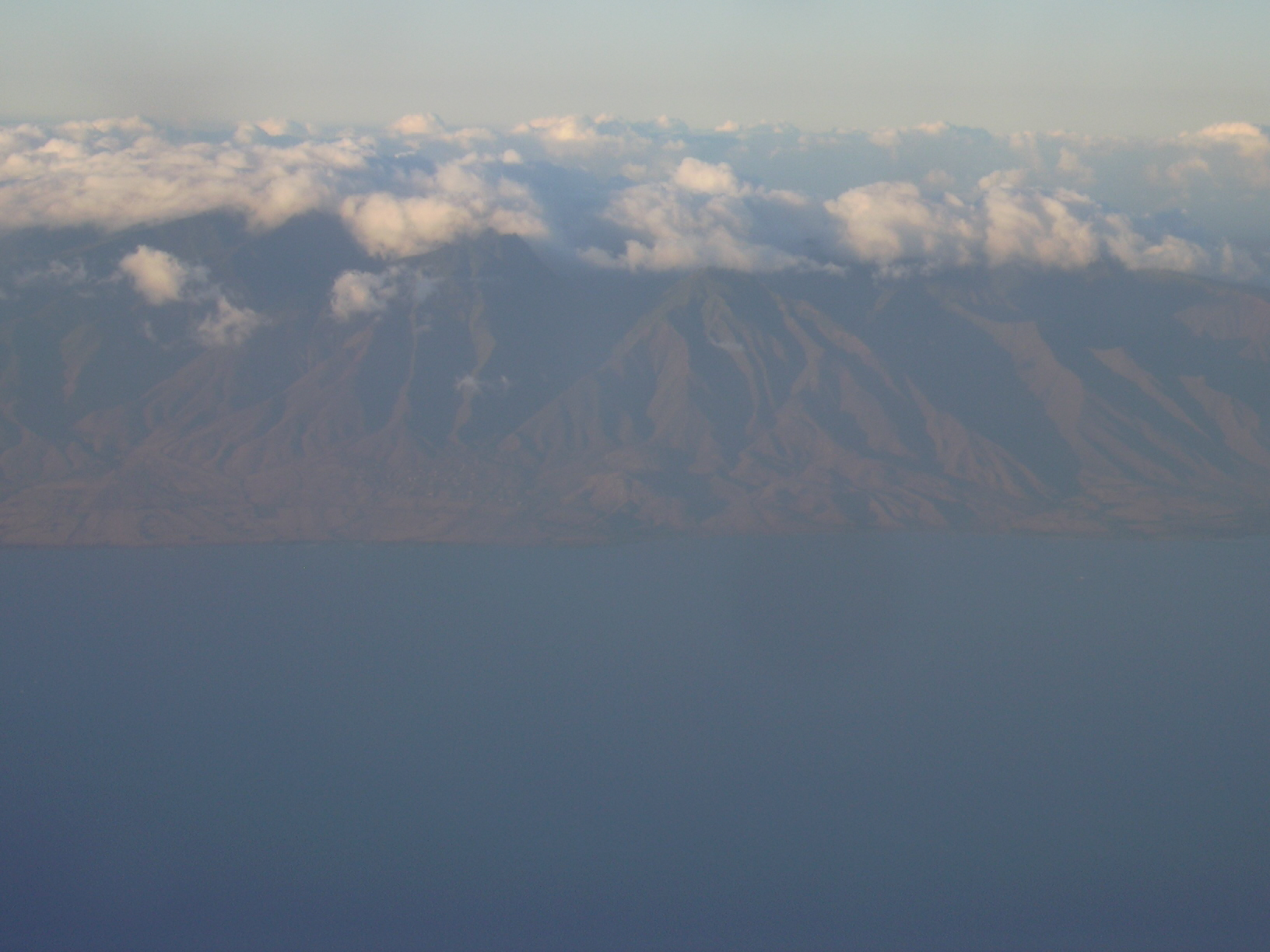
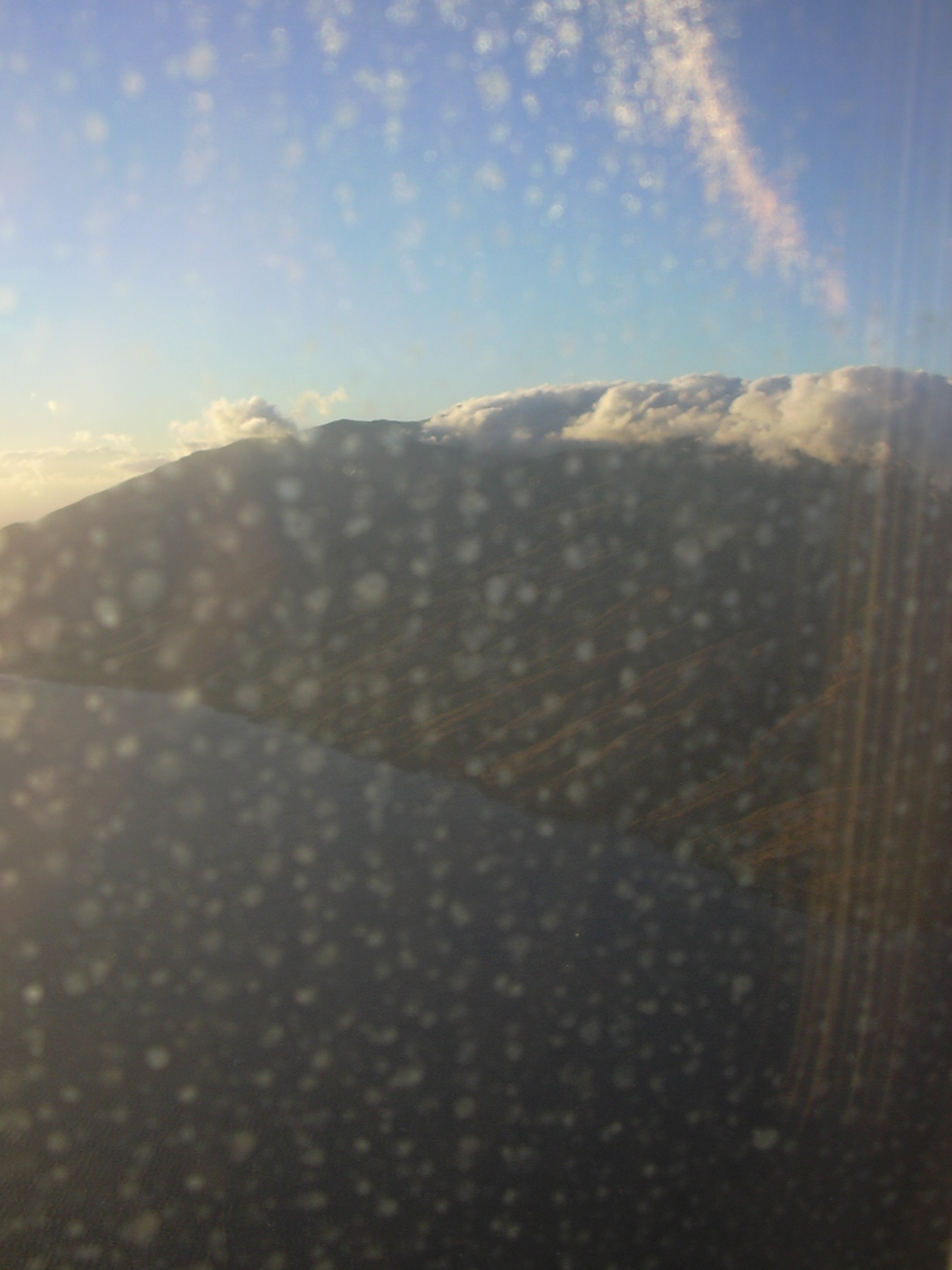
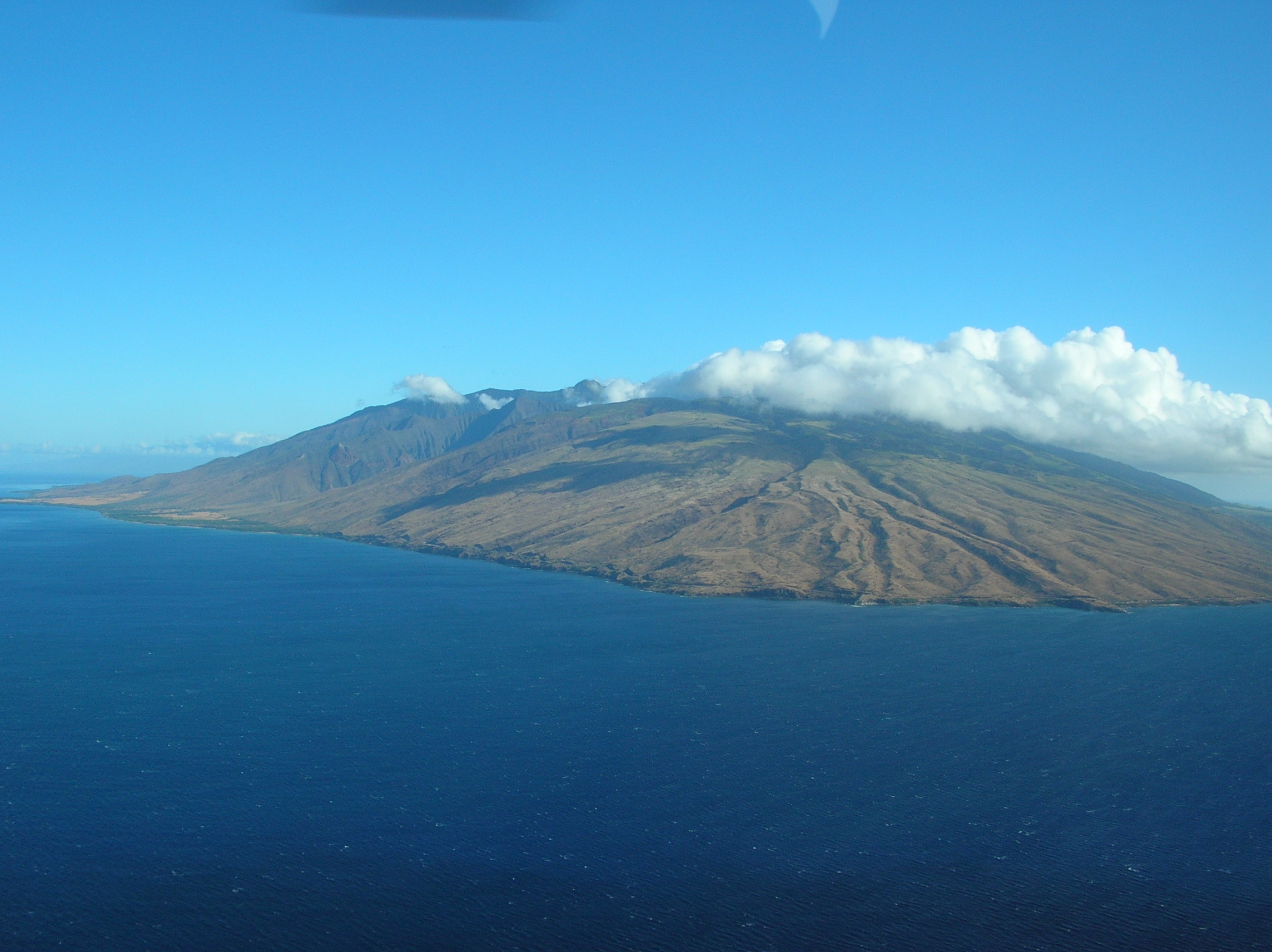
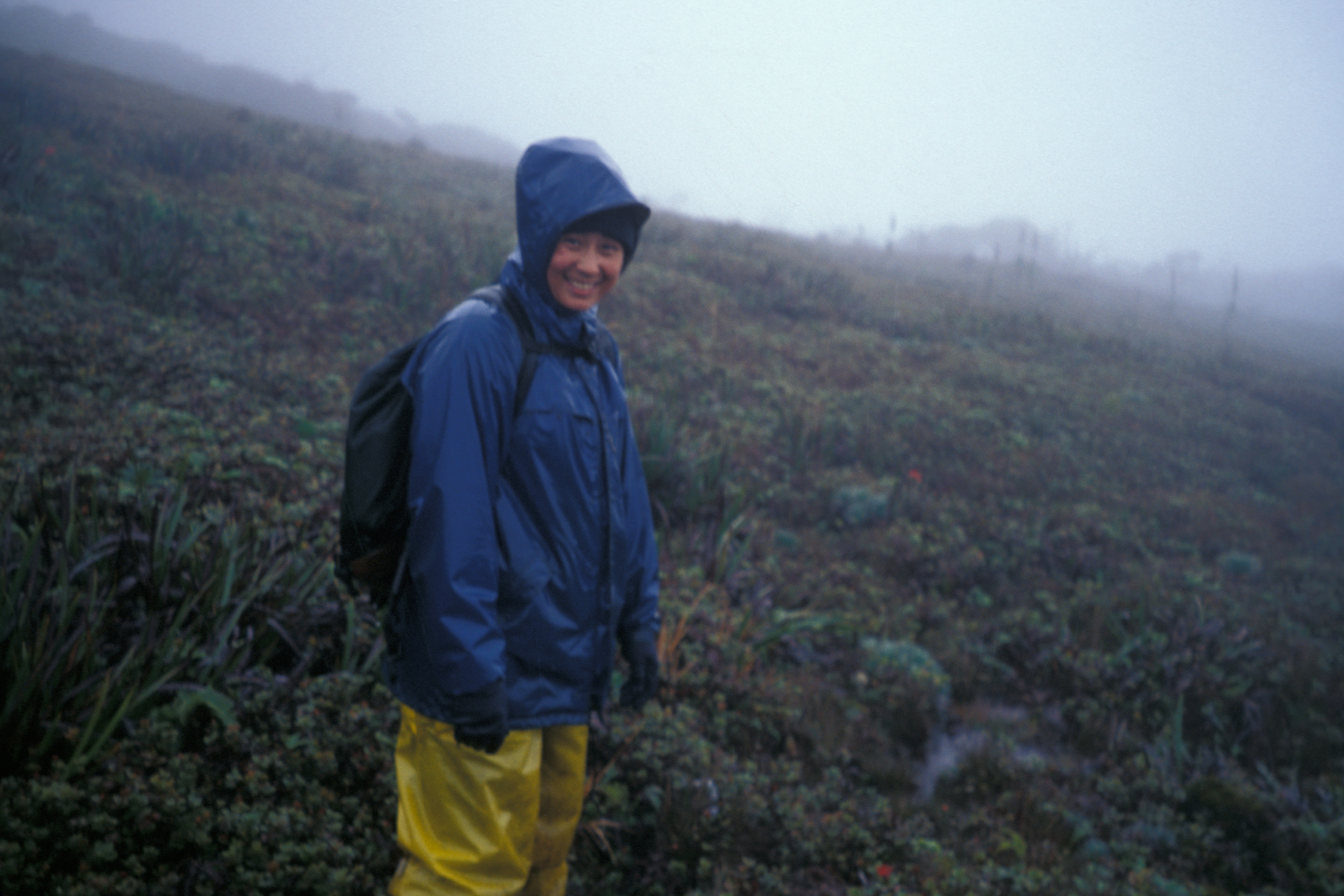